# HD40765
HD40765 — хімічно пекулярна зоря спектрального класу
F1 й має видиму зоряну величину в смузі V приблизно  9,4.

## Пекулярний хімічний вміст
Зоряна атмосфера HD40765 має підвищений вміст 
Cr
.